# Liolaemus smaug
Liolaemus smaug — вид ігуаноподібних ящірок родини Liolaemidae. Ендемік Аргентини.

## Поширення і екологія
Liolaemus smaug мешкають в департаменті Маларгуе в провінції Мендоса. Вони живуть у високогірних чагарникових заростях, зустрічаються на висоті від 1400 до 1700 м над рівнем моря. Є всеїдними.